# آنا تاد
آنا تاد (انگلیسی: Anna Todd؛ زادهٔ ۲۰ مارس ۱۹۸۹) پدیدآور اهل ایالات متحده آمریکا است. غالب آثار وی به چندین زبان ترجمه شده‌اند و از برخی آثار وی نیز، اقتباس‌های سینمایی تهیه شده است